# Tranvías de Basilea
La red de tranvías de Basilea (en alemán: Basler Strassenbahn-Netz) es una red de tranvías que forma parte del sistema de transporte público de Basilea, Suiza, y la parte suiza de su aglomeración. Consta de 13 líneas y debido a su longevidad (la red ya tiene más de un siglo), forma parte del patrimonio de Basilea y, junto con la Catedral de Basilea, es uno de los símbolos de la ciudad.
Los tranvías de la red son operados por dos proveedores de transporte: Basler Verkehrs-Betriebe (Servicio de Transporte de Basilea, BVB) y Baselland Transport (BLT). Ambos operadores forman parte de la red tarifaria integrada Tarifverbund Nordwestschweiz (TNW), que a su vez forma parte de la red tarifaria integrada triregio de los tres países.
BVB es propiedad y opera en el Cantón de Basilea-Ciudad (en alemán Basel-Stadt), el pequeño cantón que comprende la ciudad de Basilea y dos municipios más pequeños (Riehen y Bettingen), ambos situados a la derecha del Rin. Sus tranvías verdes circulan principalmente por la ciudad, aunque las terminales de sus líneas 3, 6 y 14 están en el cantón más rural de Basilea-Campiña; la línea 8 termina cruzando la frontera en Alemania y la línea 3 en Francia.
BLT es propiedad del Cantón de Basilea-Campiña (en alemán Basel-Landschaft), y sus tranvías amarillos y rojos operan en los suburbios exteriores al sur de Basilea, y en un punto pasan por el territorio de Francia. Sin embargo, las tres líneas que opera, las líneas 10, 11 y 17, también circulan por las vías de BVB en el centro de Basilea. Además, la línea 14, aunque es propiedad de BLT, es operada por BVB hasta Basilea-Campiña.

## Historia

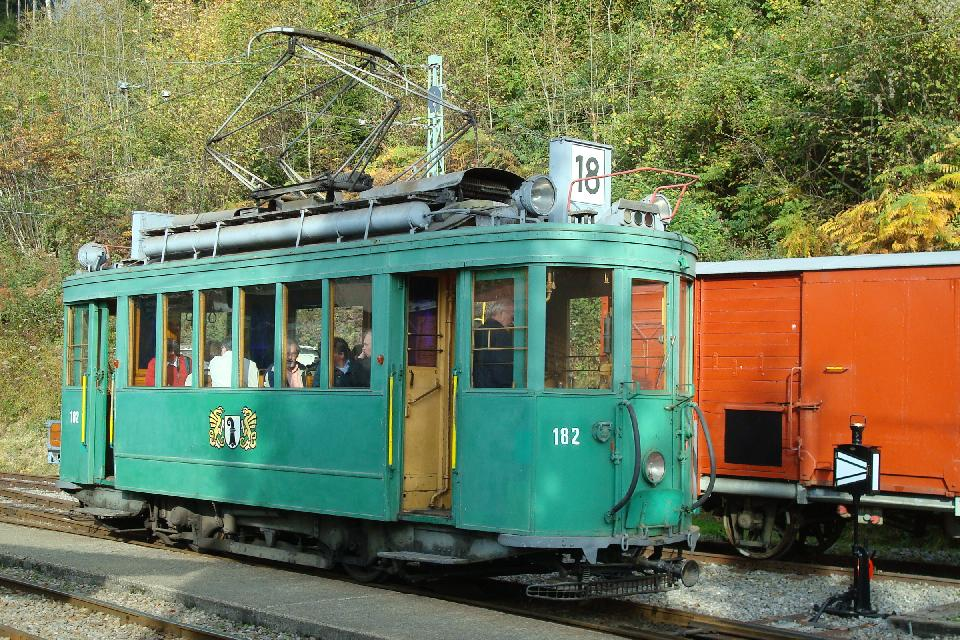
Antiguo tranvía patrimonial de Basilea Ce 2/2 182 en el Museo Ferroviario de Blonay–Chamby.

La primera línea de la red de tranvías de Basilea fue inaugurada el 6 de mayo de 1895. Seguía la ruta Centralbahnhof–Marktplatz–Mittlere Brücke–Aeschenplatz–Badischer Bahnhof. La red creció rápidamente y en 1897 se pusieron en servicio seis nuevos tramos, uno de los cuales une Basilea y Birsfelden.
En 1900, la red de tranvías de Basilea adquirió una dimensión internacional, cuando se abrió una nueva línea transfronteriza a Sankt-Ludwig (ahora Saint-Louis (Alto Rin)), en el entonces Imperio Alemán; la línea funcionó hasta 1950. En 1910 se construyó una segunda línea internacional a Hüningen (ahora Huningue también en el Alto Rin), que estuvo en servicio hasta 1961. La línea a Lörrach en Baden, Alemania, se inauguró en 1919 y funcionó hasta 1967.
Desde 1887, el tranvía de Basilea a Rodersdorf, ahora parte de la línea 10 de Baselland Transport, pasaba (y pasa) por el pueblo de Leymen en Alsacia. Posteriormente, el Birsigthalbahn (Ferrocarril del Valle del Birsig) se uniría a la red general de tranvías de Basilea en 1984.
Desde 1900 hasta 1936, cada año se modificaba al menos un tramo de la red. En 1934, tras la apertura de una nueva sección de la línea de Margarethenstrasse a Binningen, la red alcanzó su mayor longitud de 72 km (45 millas). Durante las dos guerras mundiales se suspendieron los servicios en los tramos de la línea que se extendían más allá de las fronteras de Suiza; después de la Segunda Guerra Mundial se cerraron varias líneas. En 1958 la longitud total de las rutas de la red era de 51,7 km (32,1 millas).
En 1974, las diversas empresas que habían estado operando las líneas suburbanas se fusionaron para formar la nueva empresa con el nombre de Baselland Transport AG (BLT).

## Líneas

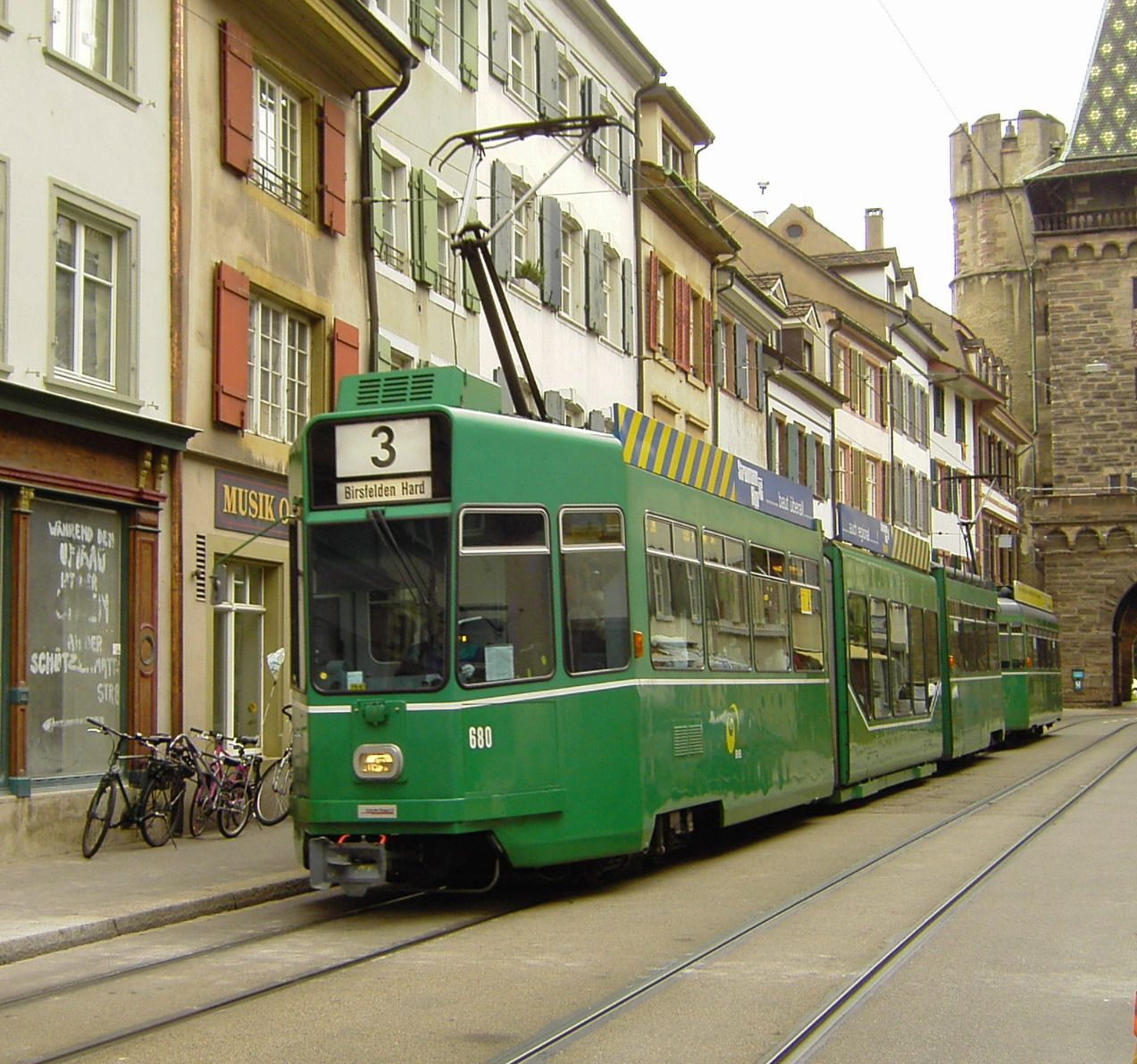
Tranvía de BVB en la línea 3.

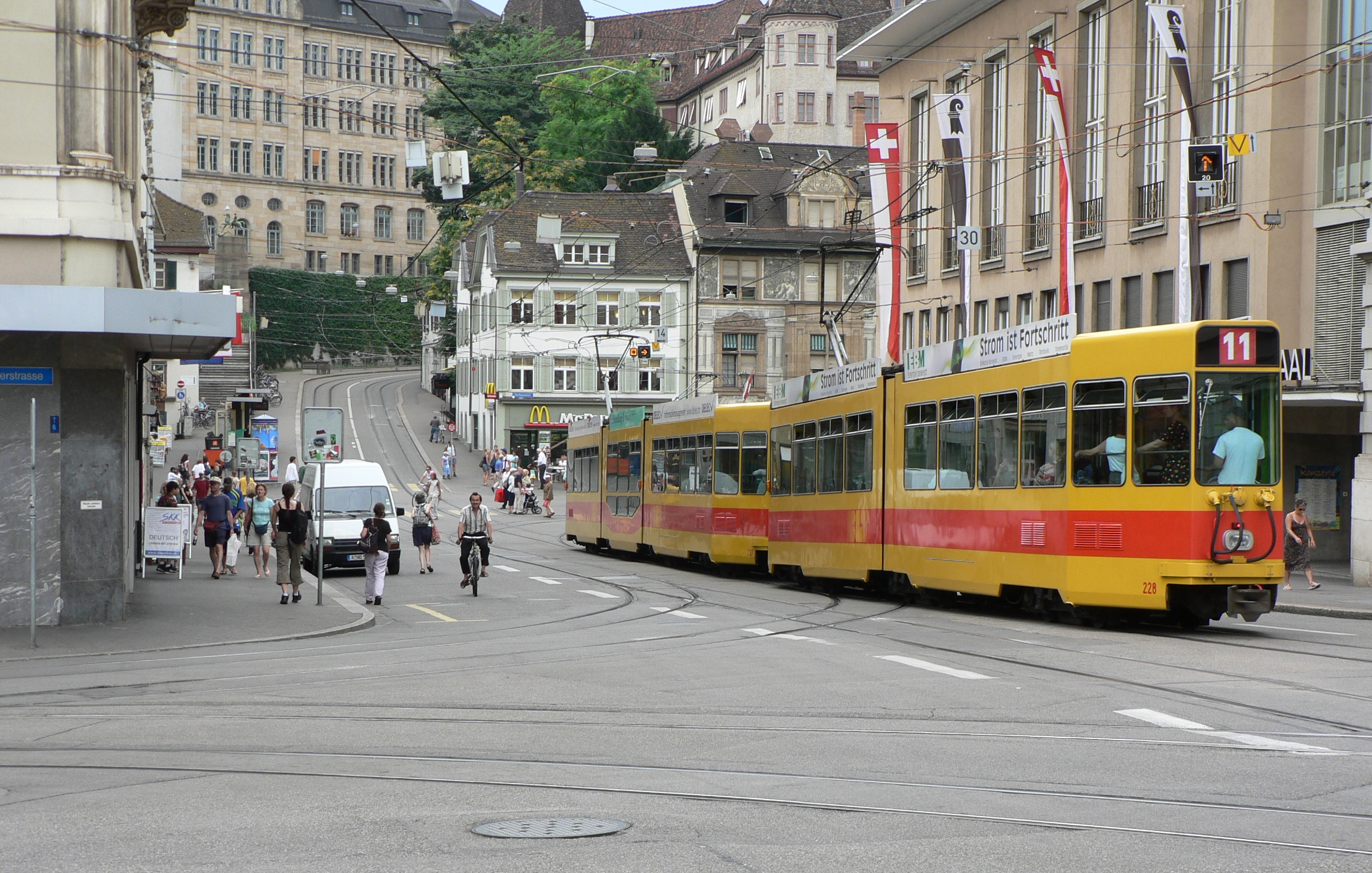
Tranvía de BLT en la línea 11.

Actualmente, la red de tranvías de Basilea está compuesta por 12 líneas (nueve operadas por BVB y tres operadas por BLT), con una longitud total de 65,7 kilómetros.
| Línea | Ruta                                                                             | Operador | Mapa    |
| ----- | -------------------------------------------------------------------------------- | -------- | ------- |
| 1     | Dreirosenbrücke ↔ Bahnhof SBB (↔ Badischer Bahnhof)                              | BVB      | Ruta 1  |
| 2     | Binningen Kronenplatz ↔ Badischer Bahnhof ↔ Eglisee (↔ Riehen Fondation Beyeler) | BVB      | Ruta 2  |
| 3     | Saint-Louis (Francia) ↔ Burgfelderhof ↔ Birsfelden Hard                          | BVB      | Ruta 3  |
| 6     | Allschwil ↔ Morgartenring ↔ Riehen Grenze                                        | BVB      | Ruta 6  |
| 8     | Neuweilerstrasse ↔ Kleinhüningen ↔ Weil am Rhein (Alemania)                      | BVB      | Ruta 8  |
| 10    | Rodersdorf↔ Flüh ↔ Ettingen Dorf ↔ Basel SBB ↔ Dornach                           | BLT      | Ruta 10 |
| 11    | St. Louis Grenze ↔ Basel SBB ↔ Reinach Dorf ↔ Aesch                              | BLT      | Ruta 11 |
| 14    | Dreirosenbrücke ↔ St. Jakob ↔ Pratteln                                           | BVB      | Ruta 14 |
| 15    | Messeplatz ↔ Bruderholz                                                          | BVB      | Ruta 15 |
| 16    | Bruderholz ↔ Schifflände                                                         | BVB      | Ruta 16 |
| 17    | Wiesenplatz ↔ Ettingen                                                           | BLT      | Ruta 17 |
| 21    | Bahnhof St. Johann ↔ Badischer Bahnhof                                           | BVB      | Ruta 21 |

### Rutas transfronterizas
La red de tranvías de Basilea es inusual en lo que respecta al cruce de fronteras internacionales.
La línea 10 a Rodersdorf pasa por Leymen en Francia. A efectos aduaneros, los tranvías circulan por Francia como tráfico de tránsito privilegiado. Los pasajeros que permanecen en el tranvía no están sujetos a las normas aduaneras. Los pasajeros pueden subir o bajar del tranvía en Leymen solo si transportan mercancías dentro de los límites aduaneros. En 2014, la línea 8 se amplió cruzando la frontera hasta la estación de Weil am Rhein, en Alemania.
La construcción comenzó en 2015 para prolongar la Línea 3 desde su terminal de entonces en Bourgfelden Grenze hasta la estación de Saint-Louis en Francia. La ampliación se inauguró en 2017. Los servicios nocturnos de la línea transfronteriza se suspendieron en 2019 debido a una serie de ataques en los que se utilizaron punteros láser para obstruir la visión de los operadores del tranvía.